# Gyrinodon
Gyrinodon es un género extinto de mamífero notoungulado perteneciente a la familia de los toxodóntidos que habitó en la parte centro y norte de América del Sur, distribuyéndose en Brasil y Venezuela.

## Descubrimiento
El género Gyrinodon fue descubierto en 2009 mediante una expedición realizada en las costas del estado Falcón en la formación Urumaco, Venezuela. En tal expedición se obtuvo el cráneo casi entero y las costillas fragmentadas de este género extinto.

## Características
En el cráneo del primer ejemplar de Gyrinodon se pudo observar según su cráneo que esta especie llegó a tener un tamaño similar al de los rinocerontes actuales, según la forma de sus dientes se sabe que este animal era un herbívoro como todas las especies del suborden Toxodonta.